# Zirkusparteien
Die Zirkusparteien (lateinisch partes oder factiones, griechisch demoi oder moirai; selten auch: Stadionparteien) waren die Rennställe und ihre Anhänger im Römischen Reich und dem späteren Oströmischen bzw. Byzantinischen Reich, die zunehmend auch politische Bedeutung hatten. Von der Spätantike bis in das 9. Jahrhundert war ein erheblicher Teil der wohl meist der Unterschicht zuzuordnenden Masse der Stadtbevölkerung von Konstantinopel/Byzanz (heute Istanbul) in ihnen organisiert. Sie erlangten politischen Einfluss, da sie das Volk über die Teilnahme an den Spielen, Theater und Wagenrennen im Hippodrom auch politisch und kirchenpolitisch mobilisieren bzw. instrumentalisieren konnten. Zeitweilig dehnten sich die Parteien auch auf andere Städte des Reiches (neben Rom und Konstantinopel) aus, die über Wagenrennbahnen verfügten. Ihr Einfluss auf die staatliche Zentralgewalt war mitunter bedeutend. Obwohl sie im 5. und 6. Jahrhundert auch noch im Westen des Mittelmeerraumes aktiv waren, wie zum Beispiel Äußerungen bei Cassiodor (Variae 3,51,11) belegen, waren sie doch ein vorwiegend auf Ostrom beschränktes Phänomen.

## Geschichte

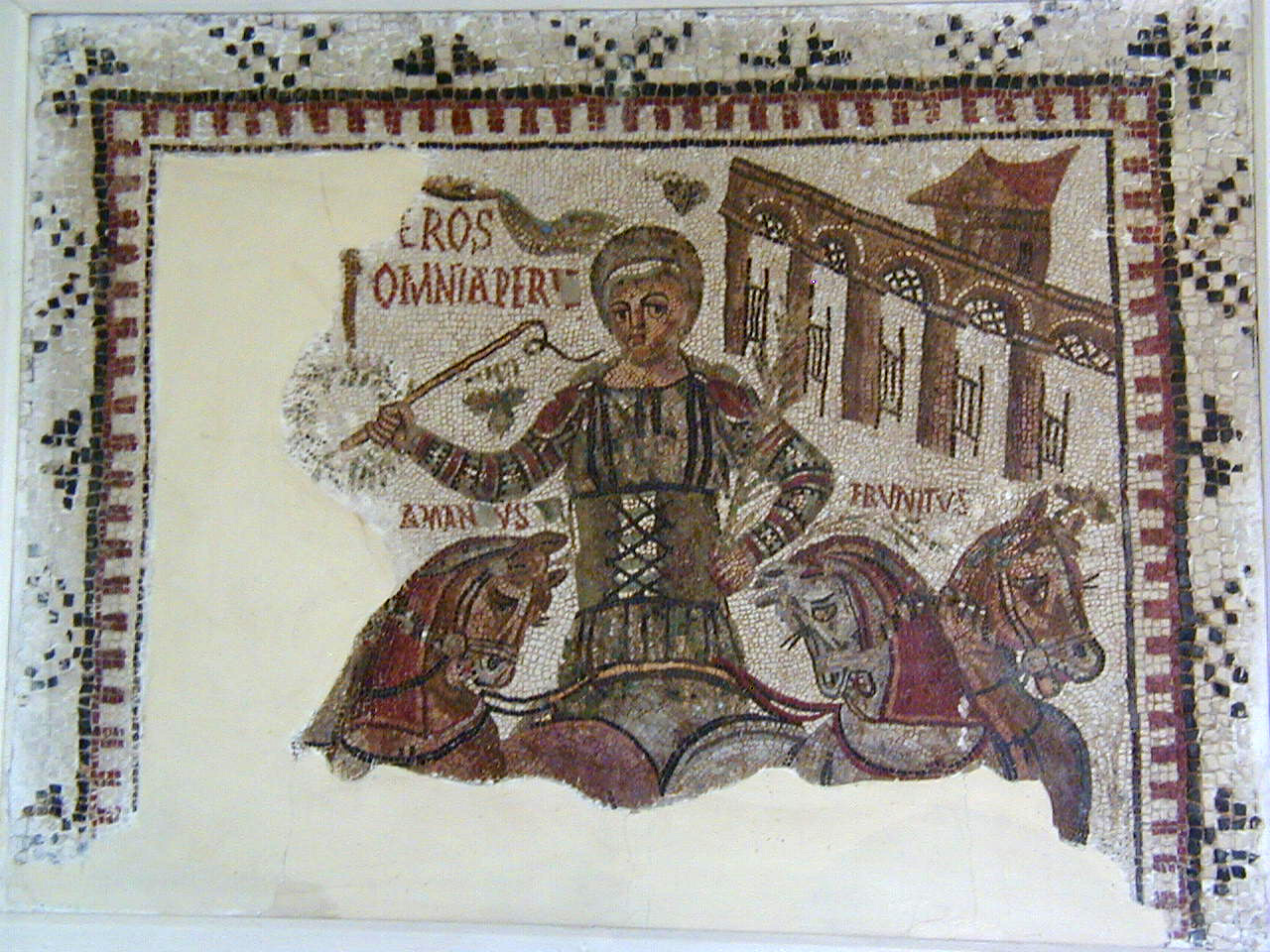
Mosaik aus Dougga, das einen Wagenlenker darstellt, 4. Jahrhundert n. Chr., Nationalmuseum von Bardo (Tunis)

Die Zirkusparteien entstanden bereits in der römischen Kaiserzeit, wobei zunächst vier gleichberechtigte Rennställe mit ihren Anhängern existierten: prasina ‚die Grüne‘, veneta ‚die Blaue‘, russata ‚die Rote‘ und albata ‚die Weiße‘. Zumindest in späterer Zeit führte man die Farben auf die vier Elemente Feuer (rot), Wasser (blau), Luft (weiß) und Erde (grün) zurück. In der Spätantike hatten die beiden großen Parteien der Blauen und Grünen „Dependancen“ in all jenen Großstädten, die über einen Circus oder Hippodrom verfügten. Da nach dem teilweisen Zusammenbruch des Oströmischen Reiches im 7. Jahrhundert fast nur noch in Konstantinopel Wagenrennen veranstaltet wurden, beschränkte sich der Einfluss der Zirkusparteien ab dieser Zeit auf die Hauptstadt.
Die Kaiser oder, jenseits der Hauptstadt, ihre Stellvertreter mussten sich im Circus regelmäßig dem Volk (populus bzw. demos) zeigen, dem die Zirkusparteien eine Stimme gaben: Die von ihnen orchestrierten Akklamationen waren das wichtigste Medium der Kommunikation zwischen dem spätrömischen Kaiser und seinen Untertanen. Da die spätantike Staatsordnung faktisch eine autokratische Herrschaft des Kaisers vorsah, war eine reale Mitwirkung der Bevölkerung an der Politik kaum vorgesehen; zugleich aber galt die Zustimmung des Volkes als unverzichtbare Voraussetzung einer legitimen Herrschaft. Fehlte sie, so drohten Aufstände und Usurpationen. Faktisch bildeten die partes, wenigstens zeitweise, daher einen wesentlichen Faktor der Innenpolitik, den kein Kaiser folgenlos ignorieren konnte.
Früh verloren die rote und die weiße Partei an Bedeutung. Bereits in der zweiten Hälfte des 2. Jahrhunderts erwähnt so Kaiser Mark Aurel nur noch die „Grünen“ und die „Blauen“, wenn er davon spricht, gelernt zu haben, keine Partei zu bevorzugen (Meditationes 1,5). Es gab dann in der Spätantike faktisch nur noch die Partei der „Blauen“, der venetoi (meist mit den „Weißen“ als „Juniorpartner“), und die der „Grünen“, der prasinoi (mit den „Roten“), die im Wesentlichen mit den zeitweise auch als Bürgermiliz dienenden städtischen Bezirken (Demen) identisch waren und durch einen Demarchen geführt wurden. Eine Nahbeziehung zwischen einzelnen Kaisern und bestimmten partes ist dabei bereits für die frühe und hohe Kaiserzeit (Prinzipat) belegt; so ließ laut Cassius Dio Kaiser Caracalla im Jahr 211 den berühmten Wagenlenker Euprepes hinrichten, da dieser für eine andere als die vom Herrscher bevorzugte Partei fuhr (Cass. Dio 78,1,2). Doch in der Spätantike nahmen die Zirkusparteien an Bedeutung stark zu, und vor allem seit der Herrschaft des Kaisers Theodosius II., der um 440 die Durchführung der Wagenrennen reorganisiert zu haben scheint, kam es häufiger zu Unruhen.
Der politische Einfluss der Demarchen als Führer der Zirkusparteien endete während der Dynastie der Makedonen (der Nachfahren des Kaisers Basileios I., † 886) durch eine Umorganisation der Beamtenhierarchie.

## Beziehungen zwischen dem Kaiser und den Parteien
Es sind insbesondere seit dem 5. Jahrhundert zahlreiche Beispiele für die direkte Einflussnahme auf die Kaiser bzw. Verbindung zwischen Parteien und Kaiserhaus bekannt:
- Ein Kaiser, von dem eine besondere Beziehung zu den partes bekannt ist, war Theodosius II., unter dem auch 445 die frühesten bezeugten Unruhen der Zirkusparteien in Konstantinopel stattfanden.
- Kaiser Anastasius, der sich ungewöhnlicherweise als Anhänger der Roten gab, war um 500 wiederholt mit schweren Zirkusunruhen konfrontiert, die sein Zeitgenosse Marcellinus Comes (ad ann. 493) sogar als bella civilia (Bürgerkrieg) bezeichnete; der Staurotheis-Aufstand unter maßgeblicher Beteiligung der Grünen und Blauen hätte 512 fast zum Sturz des Kaisers geführt.
- Kaiserin Theodora, die Frau Justinians (527–565), entstammte einer für die Partei der Grünen arbeitenden Familie. Als nach dem Tode ihres Vaters die Mutter wieder heiratete, wurde der Stiefvater bei den Grünen nicht aufgenommen, dafür aber bei den Blauen.
- In der Regierungszeit Justinians eskalierten die Spannungen zwischen dem Kaiser und den Zirkusparteien 532 im Nika-Aufstand, nachdem Justinian Rädelsführer beider Parteien hatte hinrichten lassen. Als zwei von diesen trotz eines unter ihrem Gewicht zusammenbrechenden Galgens ein weiteres Mal gehängt werden sollten, forderten die Parteien ihre Begnadigung. Nachdem Justinian die Kommunikation mit dem im Hippodrom versammelten Volk stattdessen demonstrativ verweigert hatte, kam es zu Tumulten. Die Anhänger der Grünen und Blauen vereinten sich gegen Justinian, formierten sich unter dem Kampfruf Nika! Nika! (Siege! Siege!) und proklamierten mit Hypatius sogar einen Gegenkaiser; doch gelang es Justinian, angeblich  unter Einflussnahme Theodoras, den Aufstand mit Hilfe seiner Feldherren Narses und Belisar blutig zu unterdrücken.
- Kaiser Maurikios (582–602) brachte ebenfalls beide Parteien gegen sich auf (mit den Grünen als treibender Kraft und den Blauen in der Rolle wohlwollender Beobachter), was zu seinem Sturz führte.
- Die langjährige einseitige Parteinahme seines Nachfolgers, Kaiser Phokas (602–610), für die Blauen gegen die von ihm zunächst favorisierten Grünen stürzte das Reich in einen Bürgerkrieg.
- Die erste Amtszeit Kaiser Justinians II. (685–695, 705–711) endete aufgrund eines Aufstandes, der von den Blauen angeführt wurde.
- Kaiser Michael III. (842–867) war in seiner Jugend, während seine Mutter die Regentschaft führte, ein Favorit der blauen Partei.

## Politische Ausrichtung
Eine primär politische Ausrichtung der Zirkusparteien wird heute meist bestritten. Es wird eine auf die Organisation der Rennställe, das Zirkusgeschehen und andere Unterhaltungsformen wie Theater beschränkte Rolle gesehen und eine Parteinahme des Herrschers für eine Farbe eher als Ausdruck von „Volksnähe“ interpretiert (z. B. Alan Cameron, Circus Factions, 1976). 
Lange Zeit galten in der Forschung die Blauen als traditionell chalkedonitisch-orthodox, die Grünen als monophysitisch (vgl. Jarry). Es gibt jedoch gewichtige Gegenstimmen (Cameron), die eine solche Zuordnung für falsch halten; in der neueren Forschung wird diesen Einwänden meist gefolgt. Die Position, wonach die Parteiungen im Grunde unpolitisch waren, ist in jüngerer Zeit aber ihrerseits wieder relativiert worden (z. B. von Michael Whitby und Mischa Meier), und eine wirklich befriedigende Erklärung des Phänomens steht bislang aus.